# Erythrodiplax leticia
Erythrodiplax leticia är en trollsländeart som beskrevs av Machado 1996. Erythrodiplax leticia ingår i släktet Erythrodiplax och familjen segeltrollsländor. IUCN kategoriserar arten globalt som livskraftig. Inga underarter finns listade i Catalogue of Life.